# Litóchoro
Litόchoro (görögül Λιτόχωρο, régi nevén Litochoron) város Görögországban a Piería prefektúrában. Közép-Makedónia délnyugati peremén az Olümposz lábánál fekszik.

## Nevezetességek
- Szent Miklós templom
- túraösvény a szurdokban[1]

## Képtár

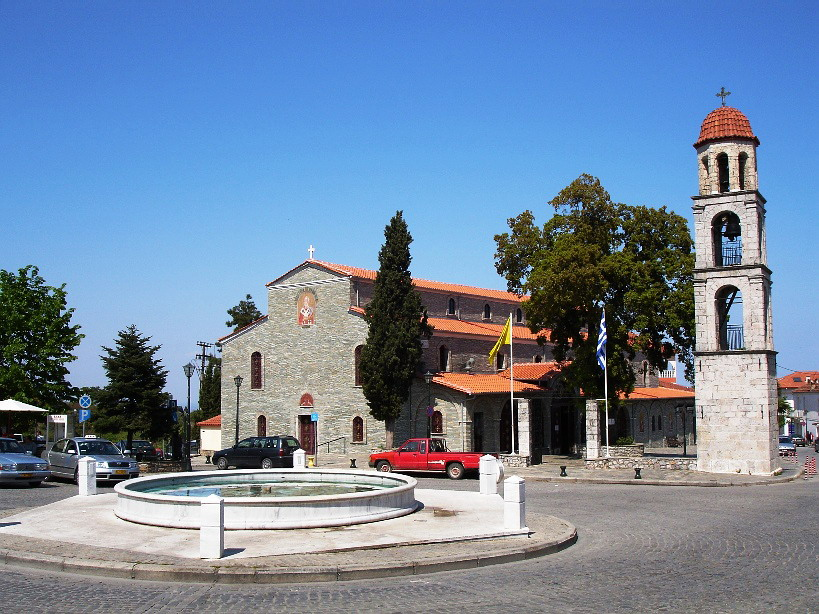
Agios Nikolaos (Szent Miklόs) templom
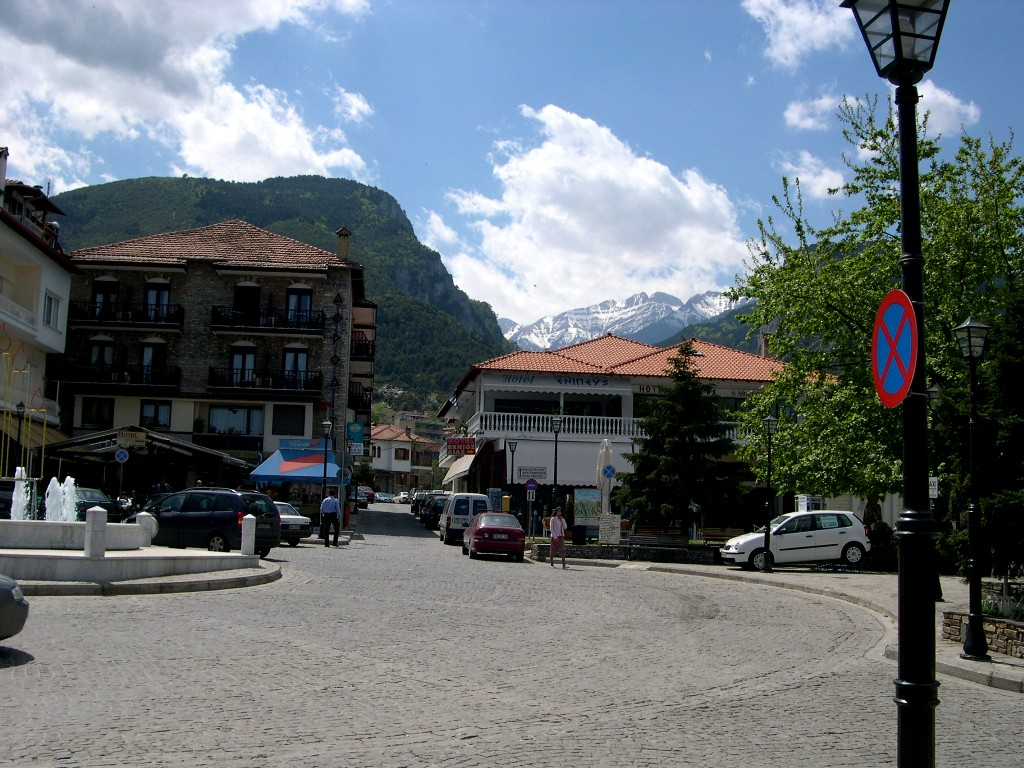
Litóchoro főtere